# Jorge Larrañaga
Jorge Washington Larrañaga Fraga (Paysandú, 8 de agosto de 1956-Montevideo, 22 de mayo de 2021) fue un abogado y político uruguayo perteneciente al Partido Nacional. Fue Ministro del Interior de Uruguay desde el 1 de marzo de 2020 hasta su fallecimiento el 22 de mayo de 2021.
Fue Intendente de su departamento natal entre 1990 y 1999, senador desde 2000 y conducía el sector Alianza Nacional. Fue candidato único presidencial por el Partido Nacional en las elecciones uruguayas de 2004 perdiendo frente a Tabaré Vázquez. Ha sido presidente del Directorio del Partido Nacional y líder de la oposición. Acompañó a Luis Alberto Lacalle como candidato a la vicepresidencia de la república por su partido en las elecciones de 2009 y también a Luis Lacalle Pou para las de 2014.

## Familia
Descendiente de vascos e ingleses, era hijo del político blanco Jorge Washington Larrañaga Ilarraz (26 de marzo de 1921 - 7 de febrero de 2003) y de Ketty Fraga Coubrough (1923 - 16 de diciembre de 2010). Nació el 8 de agosto de 1956 en Paysandú, donde pasó su infancia y realizó sus estudios primarios y secundarios.
Casado en primeras nupcias con Ana María Vidal Elhordoy, tuvieron tres hijos: Jorge Washington, Aparicio y Juan Francisco. En 2005 se separó de su esposa. Con su segunda pareja, María Liliana Echenique, tuvo otro hijo, Faustino.

## Trayectoria
Se graduó en la Facultad de Derecho en la Universidad de la República y se especializó en Derecho Civil y Laboral. Hizo ejercicio libre de la profesión hasta 1990.
Entre 1982 y 1984 ocupó la secretaría de la Comisión Departamental del Partido Nacional, y desde 1985 hasta 1989 ocupó su vicepresidencia. Paralelamente a este último cargo, fue edil de la Junta Departamental de Paysandú, ocupando alternativamente una banca en la Cámara de Diputados, ya que era primer suplente del representante nacionalista por Paysandú.
En 1989 resultó elegido Intendente de Paysandú para el período 1990-1995, siendo reelecto para el período 1995-2000. En esta época cobra vida el "Grupo de los Intendentes", un conjunto de intendentes municipales nacionalistas que se perfilaba con vida propia; dicha agrupación da vida a Nueva Fuerza Nacional como movimiento político. Así, ya perfilado a nivel nacional, Larrañaga realizó un acuerdo electoral con Juan Andrés Ramírez de cara a las elecciones internas partidarias de 1999, pensando en ser candidato a la presidencia; pero ante la victoria del precandidato Luis Alberto Lacalle, Larrañaga declinó una eventual postulación a Vicepresidente (a pesar de que el ungido candidato Luis Alberto Lacalle le insistiera para que lo acompañase). En las elecciones nacionales realizadas en octubre de 1999 fue electo senador por la lista de Alianza Nacional.
Desde su banca senatorial, se fue perfilando poco a poco un liderazgo de recambio en un partido que aparecía demasiado pegado a la gestión gubernamental colorada. Larrañaga fue marcando un perfil opositor al gobierno de Jorge Batlle. Al inicio, fue acompañado por algunos legisladores, como Julio César Cardozo Ferreira.
En 2004 se realizaron elecciones internas; varios dirigentes blancos coaligados acordaron finalmente llevar como precandidato a la Presidencia de la República a Larrañaga, para hacerle frente al hasta entonces imbatible Luis Alberto Lacalle. La precandidatura resultó exitosa, venciendo por 2 a 1 a Lacalle en la interna. Larrañaga escogió como candidato vicepresidencial a Sergio Abreu. Esta fórmula presidencial concurrió así a las elecciones de 2004, y Larrañaga quedó finalmente en segundo lugar tras el candidato por el Frente Amplio Tabaré Vázquez.
Varios analistas políticos señalaron lo acertada de la candidatura de Larrañaga en tanto revitalizadora de las chances electorales del Partido Nacional (el cual había sufrido una humillante derrota en las elecciones anteriores, quedando tercero); por otra parte, es evidente que varios votantes colorados decidieron acompañar la candidatura de Larrañaga, ocasionándole a su vez un revés mucho más duro al Partido Colorado (por su parte, desgastado por el ejercicio del poder y la crisis económica), que apenas alcanzó el 10% de la votación por primera vez en toda su historia.
Desde 2004 hasta septiembre de 2008, Larrañaga presidió el Directorio del Partido Nacional, liderando una línea opositora al gobierno del Frente Amplio; a lo largo de todo ese tiempo tuvo un considerable nivel de aceptación ciudadana. A diferencia de otros líderes blancos de las últimas décadas, Larrañaga mantuvo una prudencial distancia con el Partido Colorado, evitando "mimetizarse" con el mismo. Durante el gobierno del Frente Amplio, mantuvo un estilo frontal de oposición, aunque concediendo espacios para el diálogo; en particular, se destaca la visita que le hizo José Mujica en agosto de 2008.

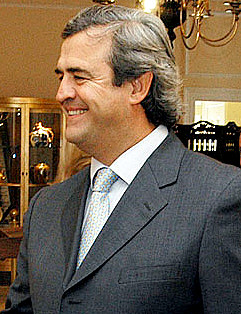
Larrañaga en 2007

El 29 de septiembre de 2008 renunció al cargo, siendo sustituido por Carlos Julio Pereyra. El 1 de noviembre proclamó oficialmente su precandidatura para las elecciones internas, y contaba con serias chances de ser ungido candidato único por su partido. Liderando su sector, Alianza Nacional, anunció los “Lineamientos Programáticos para un nuevo Uruguay”, en un documento elaborado durante varios meses en la Fundación Wilson Ferreira Aldunate, y presentado el 9 de diciembre de 2008 en un acto en el Salón de los Pasos Perdidos del Palacio Legislativo, con la participación de varias personalidades, destacándose la disertación de la historiadora Prof. Lic. Ana Ribeiro.
Larrañaga mencionó como sus principales asesores económicos a Sergio Abreu y Javier de Haedo.
Si bien su precandidatura salió segunda en las elecciones internas del Partido Nacional, el precandidato vencedor Luis Alberto Lacalle le ofreció postularse a la vicepresidencia, lo cual fue aceptado por Larrañaga. Durante la campaña apeló a captar el centro del espectro político. A la postre, la fórmula resultó derrotada en el balotaje de noviembre.
En el mes de abril de 2010 le formuló al presidente José Mujica una propuesta de reforma constitucional, con vistas a acortar los tiempos electorales.
En el marco de una polémica por la eventual rebaja de la edad de imputabilidad penal, Larrañaga se opuso a dicha iniciativa y se enfrentó con los políticos colorados Pedro Bordaberry y Julio María Sanguinetti.
En enero de 2012 renunció a su sillón en el Directorio del Partido Nacional. Varios adversarios polemizaron con él.
Larrañaga fue uno de los precandidatos blancos para las elecciones de 2014. Estuvo trabajando en su candidatura, por un "nacionalismo sin ataduras" y "convocando a la rebeldía". Esto, sin desmedro de su reciente disposición a apoyar un acuerdo programático en el departamento de Montevideo para desplazar al Frente Amplio del gobierno departamental. Finalmente no pudo ser: su joven adversario Luis Alberto Lacalle Pou resultó ungido candidato único por el partido para las elecciones de octubre de 2014; finalmente Larrañaga aceptó acompañarlo en la fórmula.

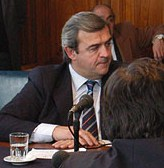
Jorge Larrañaga en 2007.

Larrañaga encabezó la lista al Senado por su sector, además de postularse a la Vicepresidencia en las elecciones nacionales de 2014; logró retener su banca en la Cámara Alta.

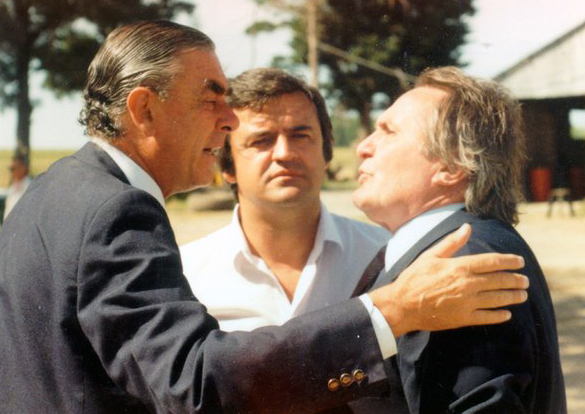
De izquierda a derecha: Alberto Volonté junto a Jorge Larrañaga y Mario Carminatti.

De cara a las internas de 2019, una vez más Larrañaga se postuló como precandidato. También promovió un plebiscito de reforma constitucional, en una campaña de recolección de firmas llamada "Vivir sin miedo", con vistas a mejorar la seguridad pública. Los aspectos más notorios de la misma se resumen así: creación de una Guardia Nacional, cumplimiento efectivo de las penas (prohibición de libertad anticipada para determinados delitos graves), cadena perpetua revisable (para crímenes gravísimos), y allanamientos nocturnos (la constitución uruguaya solo permite hasta ahora los allanamientos diurnos). A pesar de que plebiscito fracasó por apenas tres puntos -había obtenido el 46% de aprobación popular-, dejó en claro la importancia del problema de la seguridad entre la población.
En octubre, fue reelecto senador para un nuevo período. En noviembre, el presidente electo Luis Lacalle Pou le ofreció el cargo de Ministro del Interior de Uruguay, que aceptó y asumió el 1 de marzo de 2020. Fue acompañado en la Subsecretaría por Guillermo Maciel. Durante sus 14 meses de gestión se enfocó en la persecución al narcotráfico, y en especial a la captura del mafioso italiano Rocco Morabito, hecho que no llegó a presenciar ya que ésta ocurrió el 24 de mayo de 2021, solo dos días después de su fallecimiento.

## Fallecimiento
El sábado 22 de mayo de 2021 falleció de un Infarto. El domingo 23, sus restos fueron velados en el Salón de los Pasos Perdidos del Palacio Legislativo. Posteriormente, frente a la sede del Partido Nacional en la Plaza Matriz, el cardenal Daniel Sturla le dedicó unas palabras y dirigió el rezo del Padrenuestro.
En la tarde del domingo partió una caravana con sus restos mortales rumbo a su ciudad natal. Unos 50 jinetes acompañaron la recorrida por las calles. Antes del sepelio en el Cementerio de Paysandú, el presidente Luis Lacalle Pou realizó una alocución sobre Larrañaga, su obra y legado; después, su hijo mayor despidió emotivamente a su padre.